# Poeaessa
Poeaessa ou Poiaessa (grec ancien : Ποιάεσσα) est une ville à la frontière entre l'ancienne Messénie et la Laconie, mentionnée par Strabon. Ce dernier raconte qu'elle est fondée par Télècle, roi de Sparte, au VIIIe siècle av. J.-C., avec les villes d'Echeiae (en) et de Tragium (en) et que Peeaessa possède un sanctuaire d'Athéna Nedusia.
Son site est non localisé, bien qu'il ait été suggéré qu'il se situe, comme les autres villes fondées par Télècle, près du cours supérieur du fleuve Nédon (en).